# Gühring
Гюринг (нем. Gühring) — немецкая компания, основанная в 1898 году. Производитель осевого режущего инструмента. Предприятие имеет 4 структурных подразделения: производство инструмента, производство твёрдого сплава (1500 тонн в год), сервис услуг по восстановлению режущих свойств инструмента, а также производство программных заточных станков и прочего вспомогательного оборудования.
Компания разрабатывает и производит твёрдые сплавы для обработки металлов резанием, а также давлением, и, особенно, для производства прецизионного инструмента. Производственная программа компании включает в себя около 1650 различных видов инструмента: свёрла, фрезы, метчики, зенкеры, развёртки, свёрла ружейные, инструментальная оснастка.

## Структура компании
- Dr. Gühring KG, Хемниц
- Stock AG, Берлин
- G-Elit Präzisionswerkzeug GmbH, Берлин
- Hartner AG

## Продукция/Услуги

### Исследования / услуги
- Исследования и производство твердых сплавов и покрытий.